# Lulholmen
Lulholmen is een ovaal eiland in de Zweedse Kalixrivier. Het heeft geen oeververbinding en het is onbebouwd. Het eiland heeft een oppervlakte van ongeveer 3 hectare. Het ligt ongeveer 100 meter van de westoever en ongeveer 250 meter van de oostoever